# Felice (console 511)
Flavio Felice (latino: Flavius Felix; fl. 511) è stato un politico romano di origine gallica.
Personaggio di rilievo nella scena politica romanobarbarica durante il regno di Teodorico il Grande, viene anche identificato con Flavio Arcadio Placido Magno Felice (Flavius Arcadius Placidus Magnus Felix).
Felice apparteneva a un'antica e nobile famiglia originaria della Gallia: perse il padre, influente senatore, ancora in giovane età, ereditandone la fortuna.
Ricevette da Teodorico almeno un incarico di rilievo, in quanto nel 511 aveva già raggiunto il rango di vir inlustris e in quell'anno Teodorico lo nominò console in Occidente, con una lettera conservata da Cassiodoro, mentre Secondino fu il suo collega scelto dalla corte d'Oriente. Durante il suo consolato Teodorico gli indirizzò una lettera in cui lo invitava a non negare agli aurighi dell'ippodromo di Milano i donativi tradizionalmente concessi loro.